# Heinrich Sauer (Schauspieler)
Heinrich Sauer (* 8. Oktober 1917 in Adenau, Preußen, Deutschland; † 15. Juni 2002 in Alsbach-Hähnlein, Hessen, Deutschland) war ein deutscher Schauspieler und Hörspielsprecher.

## Leben
Heinrich Sauer wurde 1917 in Deutschland geboren. Von 1948 bis 1949 war er erster Leiter der Otto Falckenberg Schule.
1966 hatte Sauer bei dem Fernsehfilm Der Neger erstmals eine Rolle inne. 1978 stand er in der Fernsehserie Tatort erstmals für das Fernsehen vor der Kamera. 1995 erhielt er in der Miniserie De Partizanen erstmals eine wiederkehrende Rolle.

## Filmografie (Auswahl)
- 1966: Der Neger (Fernsehfilm)
- 1978: Tatort: Der Mann auf dem Hochsitz
- 1983: Bettkantengeschichten (Fernsehserie, Folge 1x02)
- 1983: Dibbegass Nummer Deckel (Fernsehfilm)
- 1985: Wochenendgeschichten (Fernsehserie, Folge 1x04)
- 1992: Ferien mit Silvester
- 1995: De Partizanen (Miniserie, 3 Folgen)
- 2000: Laila – Unsterblich verliebt (Fernsehfilm)

## Hörspiele (Auswahl)
- 1978: Jörg Fauser: Für eine Mark und acht (Rudi) – Regie: Hermann Treusch (Hörspiel – HR)
- 1981: Jürgen Wittershagen: Opa ist einfach Zucker (Opa Brösel) – Regie: Gisela Corves (Original-Hörspiel, Kinderhörspiel, Science-Fiction-Hörspiel – HR)
- 1981: Theodor Weißenborn: Stichwort: Der stillgelegte Mensch: Der Tod des Patienten löst alle Probleme (1. Folge) (Vater) – Regie: Günther Sauer (Originalhörspiel – HR)
- 1981: Ursula Haucke: Crimetime: Das Mädchen – Regie: Gert Haucke (Kriminalhörspiel – HR)

Quelle: ARD-Hörspieldatenbank